# Giorgio Chiavacci
Giorgio Chiavacci (Cecina, 1899. július 3. – Cecina, 1969. március 4.) olimpiai és világbajnok olasz tőrvívó.